# Шаша (Бедня)
Шаша (хорв. Šaša) — населений пункт у Хорватії, в Вараждинській жупанії у складі громади Бедня.

## Населення
Населення за даними перепису 2011 року становило 111 осіб.
Динаміка чисельності населення поселення:

## Клімат
Середня річна температура становить 9,74 °C, середня максимальна – 24,09 °C, а середня мінімальна – -6,60 °C. Середня річна кількість опадів – 1075 мм.
| Клімат поселення                              | Клімат поселення | Клімат поселення | Клімат поселення | Клімат поселення | Клімат поселення | Клімат поселення | Клімат поселення | Клімат поселення | Клімат поселення | Клімат поселення | Клімат поселення | Клімат поселення | Клімат поселення |
| Показник                                      | Січ.             | Лют.             | Бер.             | Квіт.            | Трав.            | Черв.            | Лип.             | Серп.            | Вер.             | Жовт.            | Лист.            | Груд.            |                  |
| Середній максимум, °C                         | 5,74             | 7,56             | 11,64            | 15,83            | 20,82            | 24,09            | 23,33            | 22,66            | 18,75            | 13,49            | 8,01             | 4,13             |                  |
| Середня температура, °C                       | −0,41            | 1,38             | 5,48             | 9,67             | 14,66            | 17,91            | 19,65            | 18,96            | 15,06            | 9,80             | 4,31             | 0,43             |                  |
| Середній мінімум, °C                          | −6,6             | −4,79            | −0,7             | 3,48             | 8,47             | 11,76            | 15,95            | 15,27            | 11,37            | 6,10             | 0,64             | −3,26            |                  |
| Норма опадів, мм                              | 50               | 55               | 75               | 82               | 93               | 124              | 109              | 104              | 102              | 103              | 101              | 77               |                  |
| Середньомісячна швидкість вітру, м/с          | 1.79             | 1.99             | 2.30             | 2.30             | 2.20             | 2.00             | 1.90             | 1.70             | 1.70             | 1.80             | 1.90             | 1.88             |                  |
| Середньомісячна сонячна радіація, кДж/м²·день | 4112             | 6830             | 10505            | 14759            | 18741            | 20628            | 21261            | 18539            | 13700            | 8594             | 4578             | 3271             |                  |
| --------------------------------------------- | ---------------- | ---------------- | ---------------- | ---------------- | ---------------- | ---------------- | ---------------- | ---------------- | ---------------- | ---------------- | ---------------- | ---------------- | ---------------- |
| Джерело:                                      |                  |                  |                  |                  |                  |                  |                  |                  |                  |                  |                  |                  |                  |